# Mikronation
 Der er for få eller ingen kildehenvisninger i denne artikel, hvilket er et problem. Du kan hjælpe ved at angive troværdige kilder til de påstande, som fremføres i artiklen.

|  | For information om små, anerkendte stater, se mikrostat. |
En mikronation er en enhed som minder om en selvstændig stat, men som normalt bare eksisterer på papiret, på internettet eller i nogens tanker. Nogen af mikronationerne har formået at etablere sig således at de optræder som en nation udadtil, uden at være anerkendt af verdenssamfundet. Det er sædvanligvis et kendetegn, at de optræder med afvigende strukturer fra andre samfund, enten med strukturer som er forældet ellers i verden, med utopiske strukturer eller med en ideologisk motiveret struktur.
Begrebet opstod i 1990'erne for at beskrive de flere tusinde nationslignende enheder, som er opstået gennem tiden. Nogen har rødder tilbage til det 19. århundrede, men de fleste er af nyere dato. Flere af dem eksisterer kun indenfor internettet og ikke som geografiske enheder, og disse kaldes ofte cybernationer eller online-nationer
Blandt de, som støtter mikronationers eksistens, bruges ofte begrebet makronation om meget små anerkendte, selvstændige stater, der ellers kendes som mikrostater. Som eksempler på mikronationer kan nævnes Elleore i Danmark og Storhertugdømmet Flandrensis på Antarktis.